# Манюк Орест Ярославович
О́рест Яросла́вович Маню́к (16 червня 1956, Львів)  — Заслужений  художник України. Працює в жанрі станкового олійного малярства. Член НСХУ з 2008. Член Спілки рекламістів України з 1995.

## Освіта
Навчався в художній школі імені О. Новаківського. У 1983 закінчив відділ художньої кераміки Львівського державного інституту прикладного і декоративного мистецтва (нині Львівська національна академія мистецтв). Вчителі з фаху — Е. Мисько, М. Ткаченко, О. Дуфанець, І. Ярема, М. Малавський.

## Творчість
Учасник 154 всеукраїнських та міжнародних виставок, симпозіумів та пленерів образотворчого мистецтва. Автор 32  персональних виставок в Україні, Європі та США. Твори зберігаються в музейних та приватних колекціях 37 країн світу.
Каталоги:
- «Високий Замок», Львів І-ХІІ
- «Мальовнича Україна»
- «MAXIM» , Славськ І-Х

- «Весняний Салон»
- «Малий маяк» , Крим
- «Бойківщина»
- «Старосамбірщина»
- «Аквамарин», Крим
- «Київ живописний», Київ
- "Живопис. Орест Манюк", Львів

Роботи Ореста Манюка - "Підгорецька весна", "Кам'янець-Подільський", "Замок в Хотині", "Львів зимовий", "Церква св. Юра", "Вертеп", "Гуцульщина", "Парламент. Лондон", "Слідами Клода Моне", "Нічна Темза", "Неаполетанська затока", "Неаполітанські рибалки", "Острів Капрі", "Соняхи", "Яблуницькі квіти".

## Громадська діяльність
Є одним з ініціаторів та організаторів міжнародного пленеру малярства «МАХІМ» у Славську (2007-2016рр.), а також пленерів «Золота підкова» по замках Західної України (2009-2016рр.). Співзасновник мистецького об'єднання «Вориння».
Нагороджений 7-а Почесними грамотами і відзнакою Міністерства культури України.